# Данте (Вирџинија)
Данте (енгл. Dante) насељено је место без административног статуса у америчкој савезној држави Вирџинија.

## Демографија
По попису из 2010. године број становника је 649.
| Група             | 2000.    | 2010.       |
| Белци             | 0 (0,0%) | 632 (97,4%) |
| Афроамериканци    | 0 (0,0%) | 11 (1,7%)   |
| Азијати           | 0 (0,0%) | 0 (0,0%)    |
| Хиспаноамериканци | 0 (0,0%) | 1 (0,2%)    |
| Укупно            | 0        | 649         |